# 291年
| 千纪： | 1千纪                                                                                           |
| 世纪： | 2世纪 \| 3世纪 \| 4世纪                                                                         |
| 年代： | 260年代 \| 270年代 \| 280年代 \| 290年代 \| 300年代 \| 310年代 \| 320年代                       |
| 年份： | 286年 \| 287年 \| 288年 \| 289年 \| 290年 \| 291年 \| 292年 \| 293年 \| 294年 \| 295年 \| 296年 |
| 纪年： | 辛亥年（猪年）；西晋永平元年，元康元年                                                          |

## 大事记
- 中国
  - 晉惠帝皇后賈南風矯詔宣稱外戚楊駿謀反，召楚王司馬瑋圍攻楊駿府宅，楊駿逃到府中馬廄被殺，八王之乱开始，直到306年東海王司馬越獲得最終勝利為止。
  - 楚王司馬瑋發動軍事政變，率軍包圍汝南王司馬亮、衛瓘府邸，兩人被眾兵所殺。

## 各国领袖

### 亞洲
- 中國 - 西晋皇帝：晋惠帝司马衷（290年－306年）
- 拓跋部 - 拓跋绰，鲜卑大人（286年－293年）
- 铁弗 - 誥升爰（272年－309年）
- 南匈奴 - 劉淵，左部帅（279年－304年）
- 慕容鲜卑 - 慕容廆（285年－333年）
- 朝鲜半岛（朝鲜三国时代）
  - 百济 - 責稽王，百济王（286年－298年）
  - 伽耶 -

  1. 麻品王，伽耶君主（259年－291年）
  2. 居叱弥王，伽耶君主（291年－346年）

  - 高句丽 - 西川王，高句丽王（270年－292年）
  - 新罗 - 儒禮尼師今，新罗王（284年－298年）
- 日本- 誉田别尊，倭国国王（270年－310年）
- 亚美尼亚- 梯里达底三世，亚美尼亚王（287年－330年）
- 古卡特利王国（格鲁吉亚库思老王朝） - 米利安三世，伊比利亚国王（284年－361年）
- 巴克特里亞与健馱邏國- Hormizd一世（265年－295年）
- 波斯萨珊王朝 - 巴赫拉姆二世，波斯国王（276年－293年）
- 印度笈多王朝 - 瓶首王（英语：Ghatotkacha (king)），笈多国王（280年－319年）
- 西薩特拉普王朝- Bhratadaman（278年－295年）

### 欧洲
- 罗马帝国 - 
  - 戴克里先，罗马皇帝（284年－305年）
  - 馬克西米安，罗马皇帝（286年－305年）
- 爱尔兰 - Fiacha Sraibhtine，爱尔兰高王（285年－322年）

### 非洲
- 库施王朝 - Yesebokheamani（283年－300年）
- 阿克苏姆王国王朝 - Endubis（c.270－c.300年）

## 逝世
- 楊駿，晉武帝武悼皇后楊芷之父。
- 楊濟，晉武帝武悼皇后楊芷之叔父、楊駿之弟。
- 楊濟，晉武帝武悼皇后楊芷之叔父、楊珧之弟。
- 文鴦，三國末和西晉初時的武將，在八王之亂中被夷滅三族。
- 司馬亮，晉宣帝司馬懿第四子，受封汝南王，八王之亂首位出現的王。
- 衛瓘，三國時期曹魏、西晉的大臣，魏國侍中衛覬之子，八王之亂期間為賈后誣陷，被楚王司馬瑋殺害。
- 司馬瑋，晉武帝司馬炎第五子，晉惠帝司馬衷之弟，受封楚王，八王之亂其中一王。
- 司馬柬，晉武帝司馬炎第三子，受封秦王。